# Luz (film, 2025)
Pour les articles homonymes, voir Luz et Luz (film, 2010).
Pour plus de détails, voir Fiche technique et Distribution.
Luz est un film dramatique chinois écrit et réalisé par Flora Lau et sorti en 2025. 

## Fiche technique
- Titre original : Luz
- Réalisation : Flora Lau
- Scénario : Flora Lau
- Photographie : Benjamín Echazarreta
- Montage : Denis Bedlow, Fernando Epstein, Flora Lau
- Musique : Mimi Xu
- Production : Sinn Gi Joseph Chan, Stephen Lam, Flora Lau
- Sociétés de production :
- Pays de production : Chine, Hong Kong
- Langue originale : mandarin, français
- Format : couleur
- Genre : drame
- Durée : 102 minutes
- Dates de sortie[1] :
  - États-Unis : 23 janvier 2025 (festival du film de Sundance)

## Distribution
- Isabelle Huppert : Sabine
- Sandrine Pinna : Ren
- Xiaodong Guo : Wei
- David Chiang : Boss Qiu
- Lu Huang : Hong
- Enxi Deng : Fa
- Yvette Tang : Lan
- Yunyao Zhang : Gang
- Yu Ren : Ma
- Aric Chen : A.I. Bartender
- Mimi Xu : Mimi
- Benjamin Baroche : Gabriel
- François Caron : Doctor
- Tiejun Chen : Art Buyer
- Léon Garel : Antoine
- Kaori Ito : Dancer

## Distinctions
- (en) Luz: Awards, sur l'Internet Movie Database